# Volta à Dinamarca de 2021
A 30.ª edição da Volta à Dinamarca foi uma corrida de ciclismo de estrada por etapas que se celebrou em Dinamarca entre 10 e 14 de agosto de 2021 sobre um percurso de 783,3 quilómetros dividido em 5 etapas, com início na cidade de Struer e final na cidade Frederiksberg.
A prova pertenceu ao UCI ProSeries de 2021 dentro da categoria 2.pro e foi vencida pelo belga Remco Evenepoel do Deceuninck-Quick Step. Completaram o pódio, como segundo e terceiro classificado respectivamente, o dinamarquês Mads Pedersen do Trek-Segafredo e o neerlandês Mike Teunissen do Jumbo-Visma.

## Equipas participantes
Tomaram parte na corrida 16 equipas: 6 de categoria UCI WorldTeam convidados pela organização, 7 de categoria UCI ProTeam, 5 de categoria Continental e a selecção nacional da Dinamarca. Formaram assim um pelotão de 131 ciclistas dos que acabaram 105. As equipas participantes foram:
| Equipes WorldTeam (6)- Deceuninck-Quick Step - Jumbo-Visma - Lotto Soudal - Qhubeka NextHash - Team DSM - Trek-Segafredo Equipes ProTeam (7)- Bardiani CSF Faizanè - Bingoal Pauwels Sauces WB - Team Novo Nordisk - Rally Cycling - Sport Vlaanderen-Baloise - Uno-X Pro Cycling Team - Vini Zabù Equipes Continentais (5)- BHS-PL Beton Bornholm - ColoQuick - HRE Mazowsze Serce Polski - Restaurant Suri-Carl Ras - Riwal Equipe nacional- Dinamarca |
| |

## Percorrido
A Volta à Dinamarca dispôs de cinco etapas para um percurso total de 783,3 quilómetros, dividido em duas etapas de montanha, duas etapas planas e uma contrarrelógio individual.
| Etapa | Data    | Percurso                      | type                      | Distância (km) | Elevação (m) | Vencedor          | Líder geral       |
| ----- | ------- | ----------------------------- | ------------------------- | -------------- | ------------ | ----------------- | ----------------- |
| 1     | 10 ago. | Struer – Esbjerg              | etapa plana               | 175,3          | 349 m        | Dylan Groenewegen | Dylan Groenewegen |
| 2     | 11 ago. | Ribe – Sønderborg             | etapa plana               | 189,6          | 793 m        | Mads Pedersen     | Dylan Groenewegen |
| 3     | 12 ago. | Tønder – Vejle                | etapa escarpada           | 219,2          | 1 760 m      | Remco Evenepoel   | Remco Evenepoel   |
| 4     | 13 ago. | Holbæk – Kalundborg           | etapa escarpada           | 188,4          | 1 340 m      | Colin Joyce       | Remco Evenepoel   |
| 5     | 14 ago. | Frederiksberg – Frederiksberg | contrarrelógio individual | 10,8           | 24 m         | Remco Evenepoel   | Remco Evenepoel   |

### 1.ª etapa
| Struer - Esbjerg | etapa plana | (175,3 km) |

| \| Classificação por etapas \| Classificação por etapas \| Classificação por etapas \| Classificação por etapas \| Classificação por etapas \| \| Ciclista \| Ciclista \| Equipe \| Tempo \| \| \| ------------------------ \| ------------------------ \| ------------------------ \| ------------------------ \| ------------------------ \| \| 1. \| Dylan Groenewegen \| Jumbo-Visma \| 3h47m36s \| \| \| 2. \| Mark Cavendish \| Deceuninck-Quick Step \| + 0s \| \| \| 3. \| Giacomo Nizzolo \| Qhubeka NextHash \| + 0s \| \| \| 4. \| Arvid de Kleijn \| Rally Cycling \| + 2s \| \| \| 5. \| Cees Bol \| Team DSM \| + 2s \| \| \| 6. \| Mike Teunissen \| Jumbo-Visma \| + 2s \| \| \| 7. \| Mads Pedersen \| Trek-Segafredo \| + 2s \| \| \| 8. \| Tosh Van der Sande \| Lotto-Soudal \| + 2s \| \| \| 9. \| Jannik Steimle \| Deceuninck-Quick Step \| + 2s \| \| \| 10. \| Louis Bendixen \| Dinamarca \| + 2s \| \| |                    |                       |          |
| |                    |                       |          |
| Fonte: ProCyclingStats |                    |                       |          |
| Classificação por etapas |                    |                       |          |
| Ciclista | Ciclista           | Equipe                | Tempo    |
| 1. | Dylan Groenewegen  | Jumbo-Visma           | 3h47m36s |
| 2. | Mark Cavendish     | Deceuninck-Quick Step | + 0s     |
| 3. | Giacomo Nizzolo    | Qhubeka NextHash      | + 0s     |
| 4. | Arvid de Kleijn    | Rally Cycling         | + 2s     |
| 5. | Cees Bol           | Team DSM              | + 2s     |
| 6. | Mike Teunissen     | Jumbo-Visma           | + 2s     |
| 7. | Mads Pedersen      | Trek-Segafredo        | + 2s     |
| 8. | Tosh Van der Sande | Lotto-Soudal          | + 2s     |
| 9. | Jannik Steimle     | Deceuninck-Quick Step | + 2s     |
| 10. | Louis Bendixen     | Dinamarca             | + 2s     |

| \| Classificação geral \| Classificação geral \| Classificação geral \| Classificação geral \| Classificação geral \| \| Ciclista \| Ciclista \| Equipe \| Tempo \| \| \| ------------------- \| ------------------- \| --------------------- \| ------------------- \| ------------------- \| \| 1. \| Dylan Groenewegen \| Jumbo-Visma \| 3h47m26s \| \| \| 2. \| Mark Cavendish \| Deceuninck-Quick Step \| + 4s \| \| \| 3. \| Giacomo Nizzolo \| Qhubeka NextHash \| + 6s \| \| \| 4. \| Arvid de Kleijn \| Rally Cycling \| + 12s \| \| \| 5. \| Cees Bol \| Team DSM \| + 12s \| \| \| 6. \| Mike Teunissen \| Jumbo-Visma \| + 12s \| \| \| 7. \| Mads Pedersen \| Trek-Segafredo \| + 12s \| \| \| 8. \| Tosh Van der Sande \| Lotto-Soudal \| + 12s \| \| \| 9. \| Jannik Steimle \| Deceuninck-Quick Step \| + 12s \| \| \| 10. \| Louis Bendixen \| Dinamarca \| + 12s \| \| |                    |                       |          |
| |                    |                       |          |
| Fonte: ProCyclingStats |                    |                       |          |
| Classificação geral |                    |                       |          |
| Ciclista | Ciclista           | Equipe                | Tempo    |
| 1. | Dylan Groenewegen  | Jumbo-Visma           | 3h47m26s |
| 2. | Mark Cavendish     | Deceuninck-Quick Step | + 4s     |
| 3. | Giacomo Nizzolo    | Qhubeka NextHash      | + 6s     |
| 4. | Arvid de Kleijn    | Rally Cycling         | + 12s    |
| 5. | Cees Bol           | Team DSM              | + 12s    |
| 6. | Mike Teunissen     | Jumbo-Visma           | + 12s    |
| 7. | Mads Pedersen      | Trek-Segafredo        | + 12s    |
| 8. | Tosh Van der Sande | Lotto-Soudal          | + 12s    |
| 9. | Jannik Steimle     | Deceuninck-Quick Step | + 12s    |
| 10. | Louis Bendixen     | Dinamarca             | + 12s    |

### 2.ª etapa
| Ribe - Sønderborg | etapa plana | (189,6 km) |

| \| Classificação por etapas \| Classificação por etapas \| Classificação por etapas \| Classificação por etapas \| Classificação por etapas \| \| Ciclista \| Ciclista \| Equipe \| Tempo \| \| \| ------------------------ \| ------------------------ \| ------------------------- \| ------------------------ \| ------------------------ \| \| 1. \| Mads Pedersen \| Trek-Segafredo \| 4h02m02s \| \| \| 2. \| Giacomo Nizzolo \| Qhubeka NextHash \| + 0s \| \| \| 3. \| Dylan Groenewegen \| Jumbo-Visma \| + 0s \| \| \| 4. \| Rasmus Tiller \| Uno-X Pro Cycling Team \| + 0s \| \| \| 5. \| Jannik Steimle \| Deceuninck-Quick Step \| + 0s \| \| \| 6. \| Timothy Dupont \| Bingoal Pauwels Sauces WB \| + 0s \| \| \| 7. \| Arvid de Kleijn \| Rally Cycling \| + 0s \| \| \| 8. \| Gerben Thijssen \| Lotto-Soudal \| + 0s \| \| \| 9. \| Tosh Van der Sande \| Lotto-Soudal \| + 0s \| \| \| 10. \| Mattias Skjelmose \| Trek-Segafredo \| + 0s \| \| |                    |                           |          |
| |                    |                           |          |
| Fonte: ProCyclingStats |                    |                           |          |
| Classificação por etapas |                    |                           |          |
| Ciclista | Ciclista           | Equipe                    | Tempo    |
| 1. | Mads Pedersen      | Trek-Segafredo            | 4h02m02s |
| 2. | Giacomo Nizzolo    | Qhubeka NextHash          | + 0s     |
| 3. | Dylan Groenewegen  | Jumbo-Visma               | + 0s     |
| 4. | Rasmus Tiller      | Uno-X Pro Cycling Team    | + 0s     |
| 5. | Jannik Steimle     | Deceuninck-Quick Step     | + 0s     |
| 6. | Timothy Dupont     | Bingoal Pauwels Sauces WB | + 0s     |
| 7. | Arvid de Kleijn    | Rally Cycling             | + 0s     |
| 8. | Gerben Thijssen    | Lotto-Soudal              | + 0s     |
| 9. | Tosh Van der Sande | Lotto-Soudal              | + 0s     |
| 10. | Mattias Skjelmose  | Trek-Segafredo            | + 0s     |

| \| Classificação geral \| Classificação geral \| Classificação geral \| Classificação geral \| Classificação geral \| \| Ciclista \| Ciclista \| Equipe \| Tempo \| \| \| ------------------- \| ------------------- \| ------------------------ \| ------------------- \| ------------------- \| \| 1. \| Dylan Groenewegen \| Jumbo-Visma \| 7h49m24s \| \| \| 2. \| Giacomo Nizzolo \| Qhubeka NextHash \| + 4s \| \| \| 3. \| Mads Pedersen \| Trek-Segafredo \| + 6s \| \| \| 4. \| Mark Cavendish \| Deceuninck-Quick Step \| + 8s \| \| \| 5. \| Kenneth Van Rooy \| Sport Vlaanderen-Baloise \| + 13s \| \| \| 6. \| Arvid de Kleijn \| Rally Cycling \| + 16s \| \| \| 7. \| Jannik Steimle \| Deceuninck-Quick Step \| + 16s \| \| \| 8. \| Tosh Van der Sande \| Lotto-Soudal \| + 16s \| \| \| 9. \| Gerben Thijssen \| Lotto-Soudal \| + 16s \| \| \| 10. \| Rasmus Tiller \| Uno-X Pro Cycling Team \| + 16s \| \| |                    |                          |          |
| |                    |                          |          |
| Fonte: ProCyclingStats |                    |                          |          |
| Classificação geral |                    |                          |          |
| Ciclista | Ciclista           | Equipe                   | Tempo    |
| 1. | Dylan Groenewegen  | Jumbo-Visma              | 7h49m24s |
| 2. | Giacomo Nizzolo    | Qhubeka NextHash         | + 4s     |
| 3. | Mads Pedersen      | Trek-Segafredo           | + 6s     |
| 4. | Mark Cavendish     | Deceuninck-Quick Step    | + 8s     |
| 5. | Kenneth Van Rooy   | Sport Vlaanderen-Baloise | + 13s    |
| 6. | Arvid de Kleijn    | Rally Cycling            | + 16s    |
| 7. | Jannik Steimle     | Deceuninck-Quick Step    | + 16s    |
| 8. | Tosh Van der Sande | Lotto-Soudal             | + 16s    |
| 9. | Gerben Thijssen    | Lotto-Soudal             | + 16s    |
| 10. | Rasmus Tiller      | Uno-X Pro Cycling Team   | + 16s    |

### 3.ª etapa
| Tønder - Vejle | etapa escarpada | (219,2 km) |

| \| Classificação por etapas \| Classificação por etapas \| Classificação por etapas \| Classificação por etapas \| Classificação por etapas \| \| Ciclista \| Ciclista \| Equipe \| Tempo \| \| \| ------------------------ \| ------------------------ \| ------------------------- \| ------------------------ \| ------------------------ \| \| 1. \| Remco Evenepoel \| Deceuninck-Quick Step \| 4h54m44s \| \| \| 2. \| Tosh Van der Sande \| Lotto-Soudal \| + 1m29s \| \| \| 3. \| Nick van der Lijke \| Riwal Cycling Team \| + 1m32s \| \| \| 4. \| Mike Teunissen \| Jumbo-Visma \| + 1m32s \| \| \| 5. \| Mads Pedersen \| Trek-Segafredo \| + 1m41s \| \| \| 6. \| Anthon Charmig \| Uno-X Pro Cycling Team \| + 1m54s \| \| \| 7. \| Mattias Skjelmose \| Trek-Segafredo \| + 3m21s \| \| \| 8. \| Milan Menten \| Bingoal Pauwels Sauces WB \| + 3m21s \| \| \| 9. \| Mads Rahbek \| BHS-PL Beton Bornholm \| + 3m23s \| \| \| 10. \| Jeppe Aaskov Pallesen \| ColoQuick \| + 3m23s \| \| |                       |                           |          |
| |                       |                           |          |
| Fonte: ProCyclingStats |                       |                           |          |
| Classificação por etapas |                       |                           |          |
| Ciclista | Ciclista              | Equipe                    | Tempo    |
| 1. | Remco Evenepoel       | Deceuninck-Quick Step     | 4h54m44s |
| 2. | Tosh Van der Sande    | Lotto-Soudal              | + 1m29s  |
| 3. | Nick van der Lijke    | Riwal Cycling Team        | + 1m32s  |
| 4. | Mike Teunissen        | Jumbo-Visma               | + 1m32s  |
| 5. | Mads Pedersen         | Trek-Segafredo            | + 1m41s  |
| 6. | Anthon Charmig        | Uno-X Pro Cycling Team    | + 1m54s  |
| 7. | Mattias Skjelmose     | Trek-Segafredo            | + 3m21s  |
| 8. | Milan Menten          | Bingoal Pauwels Sauces WB | + 3m21s  |
| 9. | Mads Rahbek           | BHS-PL Beton Bornholm     | + 3m23s  |
| 10. | Jeppe Aaskov Pallesen | ColoQuick                 | + 3m23s  |

| \| Classificação geral \| Classificação geral \| Classificação geral \| Classificação geral \| Classificação geral \| \| Ciclista \| Ciclista \| Equipe \| Tempo \| \| \| ------------------- \| ------------------- \| ------------------------- \| ------------------- \| ------------------- \| \| 1. \| Remco Evenepoel \| Deceuninck-Quick Step \| 12h44m14s \| \| \| 2. \| Tosh Van der Sande \| Lotto-Soudal \| + 1m33s \| \| \| 3. \| Mads Pedersen \| Trek-Segafredo \| + 1m36s \| \| \| 4. \| Nick van der Lijke \| Riwal Cycling Team \| + 1m38s \| \| \| 5. \| Mike Teunissen \| Jumbo-Visma \| + 1m40s \| \| \| 6. \| Anthon Charmig \| Uno-X Pro Cycling Team \| + 2m04s \| \| \| 7. \| Milan Menten \| Bingoal Pauwels Sauces WB \| + 3m31s \| \| \| 8. \| Mattias Skjelmose \| Trek-Segafredo \| + 3m31s \| \| \| 9. \| Rasmus Tiller \| Uno-X Pro Cycling Team \| + 3m33s \| \| \| 10. \| Lucas Eriksson \| Riwal Cycling Team \| + 3m33s \| \| |                    |                           |           |
| |                    |                           |           |
| Fonte: ProCyclingStats |                    |                           |           |
| Classificação geral |                    |                           |           |
| Ciclista | Ciclista           | Equipe                    | Tempo     |
| 1. | Remco Evenepoel    | Deceuninck-Quick Step     | 12h44m14s |
| 2. | Tosh Van der Sande | Lotto-Soudal              | + 1m33s   |
| 3. | Mads Pedersen      | Trek-Segafredo            | + 1m36s   |
| 4. | Nick van der Lijke | Riwal Cycling Team        | + 1m38s   |
| 5. | Mike Teunissen     | Jumbo-Visma               | + 1m40s   |
| 6. | Anthon Charmig     | Uno-X Pro Cycling Team    | + 2m04s   |
| 7. | Milan Menten       | Bingoal Pauwels Sauces WB | + 3m31s   |
| 8. | Mattias Skjelmose  | Trek-Segafredo            | + 3m31s   |
| 9. | Rasmus Tiller      | Uno-X Pro Cycling Team    | + 3m33s   |
| 10. | Lucas Eriksson     | Riwal Cycling Team        | + 3m33s   |

### 4.ª etapa
| Holbæk - Kalundborg | etapa escarpada | (188,4 km) |

| \| Classificação por etapas \| Classificação por etapas \| Classificação por etapas \| Classificação por etapas \| Classificação por etapas \| \| Ciclista \| Ciclista \| Equipe \| Tempo \| \| \| ------------------------ \| -------------------------- \| ------------------------ \| ------------------------ \| ------------------------ \| \| 1. \| Colin Joyce \| Rally Cycling \| \| \| \| 2. \| Sebastian Nielsen \| Restaurant Suri-Carl Ras \| + 0s \| \| \| 3. \| Martin Salmon \| Team DSM \| + 0s \| \| \| 4. \| Magnus Bak Klaris \| Dinamarca \| + 0s \| \| \| 5. \| Aaron Van Poucke \| Sport Vlaanderen-Baloise \| + 0s \| \| \| 6. \| Mads Østergaard Kristensen \| ColoQuick \| + 2s \| \| \| 7. \| Giacomo Nizzolo \| Qhubeka NextHash \| + 6s \| \| \| 8. \| Mads Pedersen \| Trek-Segafredo \| + 6s \| \| \| 9. \| Mark Cavendish \| Deceuninck-Quick Step \| + 6s \| \| \| 10. \| Michael Mørkøv \| Deceuninck-Quick Step \| + 6s \| \| |                            |                          |       |
| |                            |                          |       |
| Fonte: ProCyclingStats |                            |                          |       |
| Classificação por etapas |                            |                          |       |
| Ciclista | Ciclista                   | Equipe                   | Tempo |
| 1. | Colin Joyce                | Rally Cycling            |       |
| 2. | Sebastian Nielsen          | Restaurant Suri-Carl Ras | + 0s  |
| 3. | Martin Salmon              | Team DSM                 | + 0s  |
| 4. | Magnus Bak Klaris          | Dinamarca                | + 0s  |
| 5. | Aaron Van Poucke           | Sport Vlaanderen-Baloise | + 0s  |
| 6. | Mads Østergaard Kristensen | ColoQuick                | + 2s  |
| 7. | Giacomo Nizzolo            | Qhubeka NextHash         | + 6s  |
| 8. | Mads Pedersen              | Trek-Segafredo           | + 6s  |
| 9. | Mark Cavendish             | Deceuninck-Quick Step    | + 6s  |
| 10. | Michael Mørkøv             | Deceuninck-Quick Step    | + 6s  |

| \| Classificação geral \| Classificação geral \| Classificação geral \| Classificação geral \| Classificação geral \| \| Ciclista \| Ciclista \| Equipe \| Tempo \| \| \| ------------------- \| ------------------- \| ------------------------- \| ------------------- \| ------------------- \| \| 1. \| Remco Evenepoel \| Deceuninck-Quick Step \| 7h07m04s \| \| \| 2. \| Tosh Van der Sande \| Lotto-Soudal \| + 1m33s \| \| \| 3. \| Mads Pedersen \| Trek-Segafredo \| + 1m36s \| \| \| 4. \| Nick van der Lijke \| Riwal Cycling Team \| + 1m38s \| \| \| 5. \| Mike Teunissen \| Jumbo-Visma \| + 1m40s \| \| \| 6. \| Anthon Charmig \| Uno-X DARE Development \| + 2m16s \| \| \| 7. \| Milan Menten \| Bingoal Pauwels Sauces WB \| + 3m31s \| \| \| 8. \| Rasmus Tiller \| Uno-X Pro Cycling Team \| + 3m33s \| \| \| 9. \| Lucas Eriksson \| Riwal Cycling Team \| + 3m33s \| \| \| 10. \| Mattias Skjelmose \| Trek-Segafredo \| + 3m43s \| \| |                    |                           |          |
| |                    |                           |          |
| Fonte: ProCyclingStats |                    |                           |          |
| Classificação geral |                    |                           |          |
| Ciclista | Ciclista           | Equipe                    | Tempo    |
| 1. | Remco Evenepoel    | Deceuninck-Quick Step     | 7h07m04s |
| 2. | Tosh Van der Sande | Lotto-Soudal              | + 1m33s  |
| 3. | Mads Pedersen      | Trek-Segafredo            | + 1m36s  |
| 4. | Nick van der Lijke | Riwal Cycling Team        | + 1m38s  |
| 5. | Mike Teunissen     | Jumbo-Visma               | + 1m40s  |
| 6. | Anthon Charmig     | Uno-X DARE Development    | + 2m16s  |
| 7. | Milan Menten       | Bingoal Pauwels Sauces WB | + 3m31s  |
| 8. | Rasmus Tiller      | Uno-X Pro Cycling Team    | + 3m33s  |
| 9. | Lucas Eriksson     | Riwal Cycling Team        | + 3m33s  |
| 10. | Mattias Skjelmose  | Trek-Segafredo            | + 3m43s  |

### 5.ª etapa
| Frederiksberg - Frederiksberg | contrarrelógio individual | (10,8 km) |

| \| Classificação por etapas \| Classificação por etapas \| Classificação por etapas \| Classificação por etapas \| Classificação por etapas \| \| Ciclista \| Ciclista \| Equipe \| Tempo \| \| \| ------------------------ \| ------------------------ \| ------------------------ \| ------------------------ \| ------------------------ \| \| 1. \| Remco Evenepoel \| Deceuninck-Quick Step \| 12m13s \| \| \| 2. \| Søren Kragh Andersen \| Team DSM \| + 1s \| \| \| 3. \| Mads Pedersen \| Trek-Segafredo \| + 6s \| \| \| 4. \| Edoardo Affini \| Jumbo-Visma \| + 7s \| \| \| 5. \| Jannik Steimle \| Deceuninck-Quick Step \| + 14s \| \| \| 6. \| Mike Teunissen \| Jumbo-Visma \| + 20s \| \| \| 7. \| Mattias Skjelmose \| Trek-Segafredo \| + 23s \| \| \| 8. \| Morten Hulgaard \| Uno-X Pro Cycling Team \| + 28s \| \| \| 9. \| Mark Cavendish \| Deceuninck-Quick Step \| + 31s \| \| \| 10. \| Adam Holm Jørgensen \| BHS-PL Beton Bornholm \| + 33s \| \| |                      |                        |        |
| |                      |                        |        |
| Fonte: ProCyclingStats |                      |                        |        |
| Classificação por etapas |                      |                        |        |
| Ciclista | Ciclista             | Equipe                 | Tempo  |
| 1. | Remco Evenepoel      | Deceuninck-Quick Step  | 12m13s |
| 2. | Søren Kragh Andersen | Team DSM               | + 1s   |
| 3. | Mads Pedersen        | Trek-Segafredo         | + 6s   |
| 4. | Edoardo Affini       | Jumbo-Visma            | + 7s   |
| 5. | Jannik Steimle       | Deceuninck-Quick Step  | + 14s  |
| 6. | Mike Teunissen       | Jumbo-Visma            | + 20s  |
| 7. | Mattias Skjelmose    | Trek-Segafredo         | + 23s  |
| 8. | Morten Hulgaard      | Uno-X Pro Cycling Team | + 28s  |
| 9. | Mark Cavendish       | Deceuninck-Quick Step  | + 31s  |
| 10. | Adam Holm Jørgensen  | BHS-PL Beton Bornholm  | + 33s  |

## Classificações finais
- As classificações finalizaram da seguinte forma:[4]

### Classificação geral
| \| Classificação geral \| Classificação geral \| Classificação geral \| Classificação geral \| Classificação geral \| \| Ciclista \| Ciclista \| Equipe \| Tempo \| \| \| ------------------- \| -------------------- \| ---------------------- \| ------------------- \| ------------------- \| \| 1. \| Remco Evenepoel \| Deceuninck-Quick Step \| 17h19m17s \| \| \| 2. \| Mads Pedersen \| Trek-Segafredo \| + 1m42s \| \| \| 3. \| Mike Teunissen \| Jumbo-Visma \| + 2m00s \| \| \| 4. \| Nick van der Lijke \| Riwal Cycling Team \| + 2m14s \| \| \| 5. \| Tosh Van der Sande \| Lotto-Soudal \| + 2m30s \| \| \| 6. \| Søren Kragh Andersen \| Team DSM \| + 3m46s \| \| \| 7. \| Anthon Charmig \| Uno-X Pro Cycling Team \| + 3m51s \| \| \| 8. \| Mattias Skjelmose \| Trek-Segafredo \| + 4m06s \| \| \| 9. \| Julien Bernard \| Trek-Segafredo \| + 4m42s \| \| \| 10. \| Lucas Eriksson \| Riwal Cycling Team \| + 4m42s \| \| |                      |                        |           |
| |                      |                        |           |
| Fonte: ProCyclingStats |                      |                        |           |
| Classificação geral |                      |                        |           |
| Ciclista | Ciclista             | Equipe                 | Tempo     |
| 1. | Remco Evenepoel      | Deceuninck-Quick Step  | 17h19m17s |
| 2. | Mads Pedersen        | Trek-Segafredo         | + 1m42s   |
| 3. | Mike Teunissen       | Jumbo-Visma            | + 2m00s   |
| 4. | Nick van der Lijke   | Riwal Cycling Team     | + 2m14s   |
| 5. | Tosh Van der Sande   | Lotto-Soudal           | + 2m30s   |
| 6. | Søren Kragh Andersen | Team DSM               | + 3m46s   |
| 7. | Anthon Charmig       | Uno-X Pro Cycling Team | + 3m51s   |
| 8. | Mattias Skjelmose    | Trek-Segafredo         | + 4m06s   |
| 9. | Julien Bernard       | Trek-Segafredo         | + 4m42s   |
| 10. | Lucas Eriksson       | Riwal Cycling Team     | + 4m42s   |

### Classificação da montanha
| Classificação da montanha | Classificação da montanha | Classificação da montanha | Classificação da montanha | Classificação da montanha |
| Ciclista                  | Ciclista                  | Equipe                    | Pontos                    |                           |
| ------------------------- | ------------------------- | ------------------------- | ------------------------- | ------------------------- |
| 1.                        | Rasmus Bøgh Wallin        | Dinamarca                 | 40 pts                    |                           |
| 2.                        | Emil Toudal               | BHS-PL Beton Bornholm     | 40 pts                    |                           |
| 3.                        | Frederik Irgens Jensen    | BHS-PL Beton Bornholm     | 32 pts                    |                           |
| 4.                        | Jannik Steimle            | Deceuninck-Quick Step     | 16 pts                    |                           |
| 5.                        | Julien Bernard            | Trek-Segafredo            | 12 pts                    |                           |
| 6.                        | Jesper Hansen             | Riwal Cycling Team        | 12 pts                    |                           |
| 7.                        | Daniel Stampe             | Dinamarca                 | 12 pts                    |                           |
| 8.                        | Norbert Banaszek          | HRE Mazowsze Serce Polski | 12 pts                    |                           |
| 9.                        | Anders Foldager           | Dinamarca                 | 12 pts                    |                           |
| 10.                       | Jakub Kaczmarek           | HRE Mazowsze Serce Polski | 12 pts                    |                           |

### Classificação dos pontos
| Classificação por pontos | Classificação por pontos | Classificação por pontos | Classificação por pontos | Classificação por pontos |
| Ciclista                 | Ciclista                 | Equipe                   | Pontos                   |                          |
| ------------------------ | ------------------------ | ------------------------ | ------------------------ | ------------------------ |
| 1.                       | Mads Pedersen            | Trek-Segafredo           | 52 pts                   |                          |
| 2.                       | Remco Evenepoel          | Deceuninck-Quick Step    | 30 pts                   |                          |
| 3.                       | Giacomo Nizzolo          | Qhubeka NextHash         | 29 pts                   |                          |
| 4.                       | Mike Teunissen           | Jumbo-Visma              | 26 pts                   |                          |
| 5.                       | Dylan Groenewegen        | Jumbo-Visma              | 25 pts                   |                          |
| 6.                       | Tosh Van der Sande       | Lotto-Soudal             | 21 pts                   |                          |
| 8.                       | Mark Cavendish           | Deceuninck-Quick Step    | 20 pts                   |                          |
| 9.                       | Colin Joyce              | Rally Cycling            | 18 pts                   |                          |
| 10.                      | Sebastian Nielsen        | Restaurant Suri-Carl Ras | 18 pts                   |                          |
| 10.                      | Jannik Steimle           | Deceuninck-Quick Step    | 20 pts                   |                          |

### Classificação dos jovens
| Classificação dos jovens | Classificação dos jovens | Classificação dos jovens | Classificação dos jovens | Classificação dos jovens |
| Ciclista                 | Ciclista                 | Equipe                   | Tempo                    |                          |
| ------------------------ | ------------------------ | ------------------------ | ------------------------ | ------------------------ |
| 1.                       | Remco Evenepoel          | Deceuninck-Quick Step    | 17h19m17s                |                          |
| 2.                       | Mattias Skjelmose        | Trek-Segafredo           | + 4m06s                  |                          |
| 3.                       | Rick Pluimers            | Jumbo-Visma              | + 10m46s                 |                          |
| 4.                       | Antonio Puppio           | Qhubeka NextHash         | + 14m37s                 |                          |
| 5.                       | Kasper Andersen          | ColoQuick                | + 15m14s                 |                          |
| 6.                       | Sébastien Grignard       | Lotto-Soudal             | + 16m07s                 |                          |
| 7.                       | Tim van Dijke            | Jumbo-Visma              | + 17m03s                 |                          |
| 8.                       | Sebastian Nielsen        | Restaurant Suri-Carl Ras | + 19m53s                 |                          |
| 9.                       | Frederik Irgens Jensen   | BHS-PL Beton Bornholm    | + 21m44s                 |                          |
| 10.                      | Fabio Mazzucco           | Bardiani CSF Faizanè     | + 22m15s                 |                          |

### Classificação por equipas
| Classificação por equipes | Classificação por equipes | Classificação por equipes | Classificação por equipes |
| Equipe                    | Equipe                    | Tempo                     |                           |
| ------------------------- | ------------------------- | ------------------------- | ------------------------- |
| 1.                        | Trek-Segafredo            | 52h08m18s                 |                           |
| 2.                        | Deceuninck-Quick Step     | + 4m59s                   |                           |
| 3.                        | Jumbo-Visma               | + 10m27s                  |                           |
| 4.                        | Riwal                     | + 10m37s                  |                           |
| 5.                        | Uno-X Pro Cycling Team    | + 12m39s                  |                           |
| 6.                        | ColoQuick                 | + 22m28s                  |                           |
| 7.                        | Rally Cycling             | + 22m31s                  |                           |
| 8.                        | Lotto Soudal              | + 23m00s                  |                           |
| 9.                        | Dinamarca                 | + 24m13s                  |                           |
| 10.                       | Qhubeka NextHash          | + 24m58s                  |                           |

## Evolução das classificações
| Etapa                 | Vencedor              | Classificação geral | Classificação por pontos | Classificação da montanha | Classificação dos jovens | Classificação por equipas |
| --------------------- | --------------------- | ------------------- | ------------------------ | ------------------------- | ------------------------ | ------------------------- |
| 1.ª                   | Dylan Groenewegen     | Dylan Groenewegen   | Dylan Groenewegen        | Frederik Irgens Jensen    | Morten Nørtoft           | Deceuninck-Quick Step     |
| 2.ª                   | Mads Pedersen         | Dylan Groenewegen   | Dylan Groenewegen        | Rasmus Bøgh Wallin        | Mattias Skjelmose Jensen | Trek-Segafredo            |
| 3.ª                   | Remco Evenepoel       | Remco Evenepoel     | Mads Pedersen            | Rasmus Bøgh Wallin        | Remco Evenepoel          | Trek-Segafredo            |
| 4.ª                   | Colin Joyce           | Remco Evenepoel     | Mads Pedersen            | Rasmus Bøgh Wallin        | Remco Evenepoel          | Trek-Segafredo            |
| 5.ª                   | Remco Evenepoel       | Remco Evenepoel     | Mads Pedersen            | Rasmus Bøgh Wallin        | Remco Evenepoel          | Trek-Segafredo            |
| Classificações finais | Classificações finais | Remco Evenepoel     | Mads Pedersen            | Rasmus Bøgh Wallin        | Remco Evenepoel          | Trek-Segafredo            |

## Ciclistas participantes e posições finais
| Uno-X Pro Cycling Team UXT | Uno-X Pro Cycling Team UXT | Uno-X Pro Cycling Team UXT |
| -------------------------- | -------------------------- | -------------------------- |
| Num                        | Ciclista                   | Pos                        |
| 1                          | Niklas Larsen (DEN)        | NP-2                       |
| 2                          | Rasmus Tiller (NOR)        | 14.                        |
| 3                          | Anders Skaarseth (NOR)     | 46.                        |
| 4                          | Kristoffer Halvorsen (NOR) | DNF-2                      |
| 5                          | Daniel Hoelgaard (NOR)     | DNF-3                      |
| 6                          | Morten Hulgaard (DEN)      | 67.                        |
| 7                          | Anthon Charmig (DEN)       | 7.                         |

| Deceuninck-Quick Step DQT | Deceuninck-Quick Step DQT | Deceuninck-Quick Step DQT |
| ------------------------- | ------------------------- | ------------------------- |
| Num                       | Ciclista                  | Pos                       |
| 11                        | Mark Cavendish (GBR)      | 21.                       |
| 12                        | Shane Archbold (NZL)      | 80.                       |
| 13                        | Iljo Keisse (BEL)         | 87.                       |
| 14                        | Yves Lampaert (BEL)       | NP-2                      |
| 15                        | Michael Mørkøv (DEN)      | 18.                       |
| 16                        | Jannik Steimle (GER)      | 15.                       |
| 17                        | Remco Evenepoel (BEL)     | 1.                        |

| Trek-Segafredo TFS | Trek-Segafredo TFS      | Trek-Segafredo TFS |
| ------------------ | ----------------------- | ------------------ |
| Num                | Ciclista                | Pos                |
| 21                 | Mads Pedersen (DEN)     | 2.                 |
| 22                 | Julien Bernard (FRA)    | 9.                 |
| 23                 | Jakob Egholm (DEN)      | 94.                |
| 24                 | Alexander Kamp (DEN)    | 62.                |
| 25                 | Matteo Moschetti (ITA)  | DNF-4              |
| 26                 | Michel Ries (LUX)       | DNF-4              |
| 27                 | Mattias Skjelmose (DEN) | 8.                 |

| Team DSM DSM | Team DSM DSM               | Team DSM DSM |
| ------------ | -------------------------- | ------------ |
| Num          | Ciclista                   | Pos          |
| 31           | Søren Kragh Andersen (DEN) | 6.           |
| 32           | Tim Naberman (NED)         | 63.          |
| 33           | Cees Bol (NED)             | 41.          |
| 34           | Casper Pedersen (DEN)      | HD-3         |
| 35           | Martin Salmon (GER)        | 84.          |
| 36           | Joris Nieuwenhuis (NED)    | 54.          |
| 37           | Tobias Lund Andresen (DEN) | NP-2         |

| Jumbo-Visma TJV | Jumbo-Visma TJV             | Jumbo-Visma TJV |
| --------------- | --------------------------- | --------------- |
| Num             | Ciclista                    | Pos             |
| 41              | Dylan Groenewegen (NED)     | 28.             |
| 42              | Edoardo Affini (ITA)        | 42.             |
| 43              | Chris Harper (AUS)          | 65.             |
| 44              | Timo Roosen (NED) (estrada) | 38.             |
| 45              | Mike Teunissen (NED)        | 3.              |
| 46              | Tim van Dijke (NED)         | 43.             |
| 47              | Rick Pluimers (NED)         | 17.             |

| Qhubeka NextHash TQA | Qhubeka NextHash TQA            | Qhubeka NextHash TQA |
| -------------------- | ------------------------------- | -------------------- |
| Num                  | Ciclista                        | Pos                  |
| 51                   | Lasse Norman Hansen (DEN)       | 91.                  |
| 52                   | Antonio Puppio (ITA)            | 26.                  |
| 53                   | Michael Gogl (AUT)              | 51.                  |
| 54                   | Giacomo Nizzolo (ITA) (estrada) | 22.                  |
| 55                   | Matteo Pelucchi (ITA)           | 102.                 |
| 56                   | Mauro Schmid (SUI)              | DNF-4                |
| 57                   | Andreas Stokbro (DEN)           | 49.                  |

| Lotto-Soudal LTS | Lotto-Soudal LTS         | Lotto-Soudal LTS |
| ---------------- | ------------------------ | ---------------- |
| Num              | Ciclista                 | Pos              |
| 61               | Tosh Van der Sande (BEL) | 5.               |
| 62               | Sébastien Grignard (BEL) | 39.              |
| 63               | Kamil Małecki (POL)      | 55.              |
| 64               | Harry Sweeny (AUS)       | NP-3             |
| 65               | Gerben Thijssen (BEL)    | 35.              |

| Vini Zabù THR | Vini Zabù THR              | Vini Zabù THR |
| ------------- | -------------------------- | ------------- |
| Num           | Ciclista                   | Pos           |
| 71            | Jakub Mareczko (ITA)       | 93.           |
| 72            | Marco Frapporti (ITA)      | DNF-4         |
| 73            | Simone Bevilacqua (ITA)    | 92.           |
| 74            | Mattia Bevilacqua (ITA)    | 61.           |
| 75            | Davide Orrico (ITA)        | 30.           |
| 76            | Riccardo Stacchiotti (ITA) | 83.           |
| 77            | Etienne van Empel (NED)    | DNF-2         |

| Rally Cycling RLY | Rally Cycling RLY           | Rally Cycling RLY |
| ----------------- | --------------------------- | ----------------- |
| Num               | Ciclista                    | Pos               |
| 81                | Robin Carpenter (USA)       | 32.               |
| 82                | Pier-André Coté (CAN)       | 13.               |
| 83                | Matteo Dal-Cin (CAN)        | NP-2              |
| 84                | Arvid de Kleijn (NED)       | 33.               |
| 85                | Adam de Vos (CAN) (estrada) | 79.               |
| 86                | Colin Joyce (USA)           | 20.               |
| 87                | Nickolas Zukowsky (CAN)     | 37.               |

| Team Novo Nordisk TNN | Team Novo Nordisk TNN | Team Novo Nordisk TNN |
| --------------------- | --------------------- | --------------------- |
| Num                   | Ciclista              | Pos                   |
| 91                    | Umberto Poli (ITA)    | 98.                   |
| 92                    | Andrea Peron (ITA)    | 90.                   |
| 93                    | David Lozano (ESP)    | 44.                   |
| 94                    | Declan Irvine (AUS)   | HD-5                  |
| 95                    | Sam Brand (GBR)       | 97.                   |
| 96                    | Péter Kusztor (HUN)   | 104.                  |
| 97                    | Robbe Ceurens (BEL)   | DNF-3                 |

| Bingoal Pauwels Sauces WB BWB | Bingoal Pauwels Sauces WB BWB | Bingoal Pauwels Sauces WB BWB |
| ----------------------------- | ----------------------------- | ----------------------------- |
| Num                           | Ciclista                      | Pos                           |
| 101                           | Timothy Dupont (BEL)          | 36.                           |
| 102                           | Jonas Castrique (BEL)         | 85.                           |
| 103                           | Milan Menten (BEL)            | 11.                           |
| 104                           | Laurenz Rex (BEL)             | 66.                           |
| 105                           | Jelle Declerck (BEL)          | 86.                           |
| 106                           | Dorian de Maeght (BEL)        | 52.                           |
| 107                           | Nathan Vandepitte (FRA)       | 100.                          |

| Sport Vlaanderen-Baloise SVB | Sport Vlaanderen-Baloise SVB | Sport Vlaanderen-Baloise SVB |
| ---------------------------- | ---------------------------- | ---------------------------- |
| Num                          | Ciclista                     | Pos                          |
| 111                          | Ruben Apers (BEL)            | 59.                          |
| 112                          | Aaron Van Poucke (BEL)       | 53.                          |
| 113                          | Gilles De Wilde (BEL)        | DNF-3                        |
| 114                          | Thomas Sprengers (BEL)       | 40.                          |
| 115                          | Kenneth Van Rooy (BEL)       | 19.                          |
| 116                          | Jordi Warlop (BEL)           | 47.                          |
| 117                          | Thimo Willems (BEL)          | 29.                          |

| Bardiani CSF Faizanè BCF | Bardiani CSF Faizanè BCF | Bardiani CSF Faizanè BCF |
| ------------------------ | ------------------------ | ------------------------ |
| Num                      | Ciclista                 | Pos                      |
| 121                      | Enrico Battaglin (ITA)   | 48.                      |
| 122                      | Filippo Fiorelli (ITA)   | 60.                      |
| 123                      | Mirco Maestri (ITA)      | 68.                      |
| 124                      | Fabio Mazzucco (ITA)     | 58.                      |
| 125                      | Alessandro Tonelli (ITA) | DNF-2                    |
| 126                      | Tomas Trainini (ITA)     | DNF-3                    |
| 127                      | Samuele Zoccarato (ITA)  | 71.                      |

| HRE Mazowsze Serce Polski MSP | HRE Mazowsze Serce Polski MSP | HRE Mazowsze Serce Polski MSP |
| ----------------------------- | ----------------------------- | ----------------------------- |
| Num                           | Ciclista                      | Pos                           |
| 131                           | Adrian Banaszek (POL)         | 82.                           |
| 132                           | Alan Banaszek (POL)           | NP-3                          |
| 133                           | Norbert Banaszek (POL)        | 95.                           |
| 134                           | Paweł Bernas (POL)            | 76.                           |
| 135                           | Jakub Kaczmarek (POL)         | 57.                           |
| 136                           | Adrian Kurek (POL)            | 99.                           |
| 137                           | Mihkel Räim (EST) (estrada)   | DNF-4                         |

| Riwal Cycling Team RIW | Riwal Cycling Team RIW   | Riwal Cycling Team RIW |
| ---------------------- | ------------------------ | ---------------------- |
| Num                    | Ciclista                 | Pos                    |
| 141                    | Jesper Hansen (DEN)      | 31.                    |
| 142                    | Lucas Eriksson (SWE)     | 10.                    |
| 143                    | Tobias Kongstad (DEN)    | 64.                    |
| 144                    | Nick van der Lijke (NED) | 4.                     |
| 145                    | Elmar Reinders (NED)     | DNF-3                  |
| 146                    | Rasmus Quaade (DEN)      | 88.                    |
| 147                    | Morten Nørtoft (DEN)     | 73.                    |

| ColoQuick TCQ | ColoQuick TCQ                    | ColoQuick TCQ |
| ------------- | -------------------------------- | ------------- |
| Num           | Ciclista                         | Pos           |
| 151           | Frederik Muff (DEN)              | 96.           |
| 152           | Mads Østergaard Kristensen (DEN) | 23.           |
| 153           | Jeppe Aaskov Pallesen (DEN)      | 12.           |
| 154           | Nicolai Brøchner (DEN)           | 89.           |
| 155           | Mads Andersen (DEN)              | 101.          |
| 156           | Alexander Salby (DEN)            | 81.           |
| 157           | Kasper Andersen (DEN)            | 34.           |

| Restaurant Suri-Carl Ras SCC | Restaurant Suri-Carl Ras SCC       | Restaurant Suri-Carl Ras SCC |
| ---------------------------- | ---------------------------------- | ---------------------------- |
| Num                          | Ciclista                           | Pos                          |
| 161                          | Christian Ingemann Lindquist (DEN) | 103.                         |
| 162                          | Mathias Larsen (DEN)               | 74.                          |
| 163                          | Sebastian Nielsen (DEN)            | 50.                          |
| 164                          | Rasmus Pedersen (DEN)              | DNF-2                        |
| 165                          | Rasmus Hestbek Lund                | DNF-2                        |
| 166                          | Julius Nowak Dalner                | DNF-3                        |
| 167                          | Markus Kramer                      | DNF-3                        |

| BHS-PL Beton Bornholm BPC | BHS-PL Beton Bornholm BPC    | BHS-PL Beton Bornholm BPC |
| ------------------------- | ---------------------------- | ------------------------- |
| Num                       | Ciclista                     | Pos                       |
| 171                       | Emil Toudal (DEN)            | 77.                       |
| 172                       | Mads Rahbek (DEN)            | 16.                       |
| 173                       | Frederik Irgens Jensen (DEN) | 56.                       |
| 174                       | Mathias Bregnhøj (DEN)       | 45.                       |
| 175                       | Nils Lau Nyborg Broge (DEN)  | 27.                       |
| 176                       | Martin Toft Madsen (DEN)     | DNF-2                     |
| 177                       | Adam Holm Jørgensen (DEN)    | 75.                       |

| Dinamarca DEN | Dinamarca DEN           | Dinamarca DEN |
| ------------- | ----------------------- | ------------- |
| Num           | Ciclista                | Pos           |
| 181           | Louis Bendixen          | 24.           |
| 182           | Anders Foldager         | 105.          |
| 183           | Rasmus Søjberg Pedersen | 69.           |
| 184           | Rasmus Bøgh Wallin      | 78.           |
| 185           | Daniel Stampe           | 70.           |
| 186           | Magnus Bak Klaris       | 25.           |
| 187           | Simon Bak               | 72.           |

| Uno-X Pro Cycling Team UXT | Uno-X Pro Cycling Team UXT | Uno-X Pro Cycling Team UXT |
| -------------------------- | -------------------------- | -------------------------- |
| Num                        | Ciclista                   | Pos                        |
| 1                          | Niklas Larsen (DEN)        | NP-2                       |
| 2                          | Rasmus Tiller (NOR)        | 14.                        |
| 3                          | Anders Skaarseth (NOR)     | 46.                        |
| 4                          | Kristoffer Halvorsen (NOR) | DNF-2                      |
| 5                          | Daniel Hoelgaard (NOR)     | DNF-3                      |
| 6                          | Morten Hulgaard (DEN)      | 67.                        |
| 7                          | Anthon Charmig (DEN)       | 7.                         |

| Deceuninck-Quick Step DQT | Deceuninck-Quick Step DQT | Deceuninck-Quick Step DQT |
| ------------------------- | ------------------------- | ------------------------- |
| Num                       | Ciclista                  | Pos                       |
| 11                        | Mark Cavendish (GBR)      | 21.                       |
| 12                        | Shane Archbold (NZL)      | 80.                       |
| 13                        | Iljo Keisse (BEL)         | 87.                       |
| 14                        | Yves Lampaert (BEL)       | NP-2                      |
| 15                        | Michael Mørkøv (DEN)      | 18.                       |
| 16                        | Jannik Steimle (GER)      | 15.                       |
| 17                        | Remco Evenepoel (BEL)     | 1.                        |

| Trek-Segafredo TFS | Trek-Segafredo TFS      | Trek-Segafredo TFS |
| ------------------ | ----------------------- | ------------------ |
| Num                | Ciclista                | Pos                |
| 21                 | Mads Pedersen (DEN)     | 2.                 |
| 22                 | Julien Bernard (FRA)    | 9.                 |
| 23                 | Jakob Egholm (DEN)      | 94.                |
| 24                 | Alexander Kamp (DEN)    | 62.                |
| 25                 | Matteo Moschetti (ITA)  | DNF-4              |
| 26                 | Michel Ries (LUX)       | DNF-4              |
| 27                 | Mattias Skjelmose (DEN) | 8.                 |

| Team DSM DSM | Team DSM DSM               | Team DSM DSM |
| ------------ | -------------------------- | ------------ |
| Num          | Ciclista                   | Pos          |
| 31           | Søren Kragh Andersen (DEN) | 6.           |
| 32           | Tim Naberman (NED)         | 63.          |
| 33           | Cees Bol (NED)             | 41.          |
| 34           | Casper Pedersen (DEN)      | HD-3         |
| 35           | Martin Salmon (GER)        | 84.          |
| 36           | Joris Nieuwenhuis (NED)    | 54.          |
| 37           | Tobias Lund Andresen (DEN) | NP-2         |

| Jumbo-Visma TJV | Jumbo-Visma TJV             | Jumbo-Visma TJV |
| --------------- | --------------------------- | --------------- |
| Num             | Ciclista                    | Pos             |
| 41              | Dylan Groenewegen (NED)     | 28.             |
| 42              | Edoardo Affini (ITA)        | 42.             |
| 43              | Chris Harper (AUS)          | 65.             |
| 44              | Timo Roosen (NED) (estrada) | 38.             |
| 45              | Mike Teunissen (NED)        | 3.              |
| 46              | Tim van Dijke (NED)         | 43.             |
| 47              | Rick Pluimers (NED)         | 17.             |

| Qhubeka NextHash TQA | Qhubeka NextHash TQA            | Qhubeka NextHash TQA |
| -------------------- | ------------------------------- | -------------------- |
| Num                  | Ciclista                        | Pos                  |
| 51                   | Lasse Norman Hansen (DEN)       | 91.                  |
| 52                   | Antonio Puppio (ITA)            | 26.                  |
| 53                   | Michael Gogl (AUT)              | 51.                  |
| 54                   | Giacomo Nizzolo (ITA) (estrada) | 22.                  |
| 55                   | Matteo Pelucchi (ITA)           | 102.                 |
| 56                   | Mauro Schmid (SUI)              | DNF-4                |
| 57                   | Andreas Stokbro (DEN)           | 49.                  |

| Lotto-Soudal LTS | Lotto-Soudal LTS         | Lotto-Soudal LTS |
| ---------------- | ------------------------ | ---------------- |
| Num              | Ciclista                 | Pos              |
| 61               | Tosh Van der Sande (BEL) | 5.               |
| 62               | Sébastien Grignard (BEL) | 39.              |
| 63               | Kamil Małecki (POL)      | 55.              |
| 64               | Harry Sweeny (AUS)       | NP-3             |
| 65               | Gerben Thijssen (BEL)    | 35.              |

| Vini Zabù THR | Vini Zabù THR              | Vini Zabù THR |
| ------------- | -------------------------- | ------------- |
| Num           | Ciclista                   | Pos           |
| 71            | Jakub Mareczko (ITA)       | 93.           |
| 72            | Marco Frapporti (ITA)      | DNF-4         |
| 73            | Simone Bevilacqua (ITA)    | 92.           |
| 74            | Mattia Bevilacqua (ITA)    | 61.           |
| 75            | Davide Orrico (ITA)        | 30.           |
| 76            | Riccardo Stacchiotti (ITA) | 83.           |
| 77            | Etienne van Empel (NED)    | DNF-2         |

| Rally Cycling RLY | Rally Cycling RLY           | Rally Cycling RLY |
| ----------------- | --------------------------- | ----------------- |
| Num               | Ciclista                    | Pos               |
| 81                | Robin Carpenter (USA)       | 32.               |
| 82                | Pier-André Coté (CAN)       | 13.               |
| 83                | Matteo Dal-Cin (CAN)        | NP-2              |
| 84                | Arvid de Kleijn (NED)       | 33.               |
| 85                | Adam de Vos (CAN) (estrada) | 79.               |
| 86                | Colin Joyce (USA)           | 20.               |
| 87                | Nickolas Zukowsky (CAN)     | 37.               |

| Team Novo Nordisk TNN | Team Novo Nordisk TNN | Team Novo Nordisk TNN |
| --------------------- | --------------------- | --------------------- |
| Num                   | Ciclista              | Pos                   |
| 91                    | Umberto Poli (ITA)    | 98.                   |
| 92                    | Andrea Peron (ITA)    | 90.                   |
| 93                    | David Lozano (ESP)    | 44.                   |
| 94                    | Declan Irvine (AUS)   | HD-5                  |
| 95                    | Sam Brand (GBR)       | 97.                   |
| 96                    | Péter Kusztor (HUN)   | 104.                  |
| 97                    | Robbe Ceurens (BEL)   | DNF-3                 |

| Bingoal Pauwels Sauces WB BWB | Bingoal Pauwels Sauces WB BWB | Bingoal Pauwels Sauces WB BWB |
| ----------------------------- | ----------------------------- | ----------------------------- |
| Num                           | Ciclista                      | Pos                           |
| 101                           | Timothy Dupont (BEL)          | 36.                           |
| 102                           | Jonas Castrique (BEL)         | 85.                           |
| 103                           | Milan Menten (BEL)            | 11.                           |
| 104                           | Laurenz Rex (BEL)             | 66.                           |
| 105                           | Jelle Declerck (BEL)          | 86.                           |
| 106                           | Dorian de Maeght (BEL)        | 52.                           |
| 107                           | Nathan Vandepitte (FRA)       | 100.                          |

| Sport Vlaanderen-Baloise SVB | Sport Vlaanderen-Baloise SVB | Sport Vlaanderen-Baloise SVB |
| ---------------------------- | ---------------------------- | ---------------------------- |
| Num                          | Ciclista                     | Pos                          |
| 111                          | Ruben Apers (BEL)            | 59.                          |
| 112                          | Aaron Van Poucke (BEL)       | 53.                          |
| 113                          | Gilles De Wilde (BEL)        | DNF-3                        |
| 114                          | Thomas Sprengers (BEL)       | 40.                          |
| 115                          | Kenneth Van Rooy (BEL)       | 19.                          |
| 116                          | Jordi Warlop (BEL)           | 47.                          |
| 117                          | Thimo Willems (BEL)          | 29.                          |

| Bardiani CSF Faizanè BCF | Bardiani CSF Faizanè BCF | Bardiani CSF Faizanè BCF |
| ------------------------ | ------------------------ | ------------------------ |
| Num                      | Ciclista                 | Pos                      |
| 121                      | Enrico Battaglin (ITA)   | 48.                      |
| 122                      | Filippo Fiorelli (ITA)   | 60.                      |
| 123                      | Mirco Maestri (ITA)      | 68.                      |
| 124                      | Fabio Mazzucco (ITA)     | 58.                      |
| 125                      | Alessandro Tonelli (ITA) | DNF-2                    |
| 126                      | Tomas Trainini (ITA)     | DNF-3                    |
| 127                      | Samuele Zoccarato (ITA)  | 71.                      |

| HRE Mazowsze Serce Polski MSP | HRE Mazowsze Serce Polski MSP | HRE Mazowsze Serce Polski MSP |
| ----------------------------- | ----------------------------- | ----------------------------- |
| Num                           | Ciclista                      | Pos                           |
| 131                           | Adrian Banaszek (POL)         | 82.                           |
| 132                           | Alan Banaszek (POL)           | NP-3                          |
| 133                           | Norbert Banaszek (POL)        | 95.                           |
| 134                           | Paweł Bernas (POL)            | 76.                           |
| 135                           | Jakub Kaczmarek (POL)         | 57.                           |
| 136                           | Adrian Kurek (POL)            | 99.                           |
| 137                           | Mihkel Räim (EST) (estrada)   | DNF-4                         |

| Riwal Cycling Team RIW | Riwal Cycling Team RIW   | Riwal Cycling Team RIW |
| ---------------------- | ------------------------ | ---------------------- |
| Num                    | Ciclista                 | Pos                    |
| 141                    | Jesper Hansen (DEN)      | 31.                    |
| 142                    | Lucas Eriksson (SWE)     | 10.                    |
| 143                    | Tobias Kongstad (DEN)    | 64.                    |
| 144                    | Nick van der Lijke (NED) | 4.                     |
| 145                    | Elmar Reinders (NED)     | DNF-3                  |
| 146                    | Rasmus Quaade (DEN)      | 88.                    |
| 147                    | Morten Nørtoft (DEN)     | 73.                    |

| ColoQuick TCQ | ColoQuick TCQ                    | ColoQuick TCQ |
| ------------- | -------------------------------- | ------------- |
| Num           | Ciclista                         | Pos           |
| 151           | Frederik Muff (DEN)              | 96.           |
| 152           | Mads Østergaard Kristensen (DEN) | 23.           |
| 153           | Jeppe Aaskov Pallesen (DEN)      | 12.           |
| 154           | Nicolai Brøchner (DEN)           | 89.           |
| 155           | Mads Andersen (DEN)              | 101.          |
| 156           | Alexander Salby (DEN)            | 81.           |
| 157           | Kasper Andersen (DEN)            | 34.           |

| Restaurant Suri-Carl Ras SCC | Restaurant Suri-Carl Ras SCC       | Restaurant Suri-Carl Ras SCC |
| ---------------------------- | ---------------------------------- | ---------------------------- |
| Num                          | Ciclista                           | Pos                          |
| 161                          | Christian Ingemann Lindquist (DEN) | 103.                         |
| 162                          | Mathias Larsen (DEN)               | 74.                          |
| 163                          | Sebastian Nielsen (DEN)            | 50.                          |
| 164                          | Rasmus Pedersen (DEN)              | DNF-2                        |
| 165                          | Rasmus Hestbek Lund                | DNF-2                        |
| 166                          | Julius Nowak Dalner                | DNF-3                        |
| 167                          | Markus Kramer                      | DNF-3                        |

| BHS-PL Beton Bornholm BPC | BHS-PL Beton Bornholm BPC    | BHS-PL Beton Bornholm BPC |
| ------------------------- | ---------------------------- | ------------------------- |
| Num                       | Ciclista                     | Pos                       |
| 171                       | Emil Toudal (DEN)            | 77.                       |
| 172                       | Mads Rahbek (DEN)            | 16.                       |
| 173                       | Frederik Irgens Jensen (DEN) | 56.                       |
| 174                       | Mathias Bregnhøj (DEN)       | 45.                       |
| 175                       | Nils Lau Nyborg Broge (DEN)  | 27.                       |
| 176                       | Martin Toft Madsen (DEN)     | DNF-2                     |
| 177                       | Adam Holm Jørgensen (DEN)    | 75.                       |

| Dinamarca DEN | Dinamarca DEN           | Dinamarca DEN |
| ------------- | ----------------------- | ------------- |
| Num           | Ciclista                | Pos           |
| 181           | Louis Bendixen          | 24.           |
| 182           | Anders Foldager         | 105.          |
| 183           | Rasmus Søjberg Pedersen | 69.           |
| 184           | Rasmus Bøgh Wallin      | 78.           |
| 185           | Daniel Stampe           | 70.           |
| 186           | Magnus Bak Klaris       | 25.           |
| 187           | Simon Bak               | 72.           |

Convenções:
- AB-N: Abandono na etapa "N"
- FLT-N: Retiro por chegada fora do limite de tempo na etapa "N"
- NTS-N: Não tomou a saída para a etapa "N"
- DES-N: Desclassificado ou expulsado na etapa "N"

## UCI World Ranking
A Volta à Dinamarca outorgou pontos para o UCI World Ranking para corredores das equipas nas categorias UCI WorldTeam, UCI ProTeam e Continental. As seguintes tabelas são o barómetro de pontuação e os 10 corredores que obtiveram mais pontos:
| Posição             | 1.º | 2.º | 3.º | 4.º | 5.º | 6.º | 7.º | 8.º | 9.º | 10.º | 11.º | 12.º | 13.º | 14.º | 15.º | 16.º-30.º | 31.º-40.º |
| Classificação geral | 200 | 150 | 125 | 100 | 85  | 70  | 60  | 50  | 40  | 35   | 30   | 25   | 20   | 15   | 10   | 5         | 3         |
| Por etapa           | 20  | 10  | 5   |     |     |     |     |     |     |      |      |      |      |      |      |           |           |
| Líder               | 5   |     |     |     |     |     |     |     |     |      |      |      |      |      |      |           |           |

| Classificação |                          |                       |       |       |       |       |
| Posição       | Ciclista                 | Equipa                | Geral | Etapa | Líder | Total |
| ------------- | ------------------------ | --------------------- | ----- | ----- | ----- | ----- |
| 1.º           | Remco Evenepoel          | Deceuninck-Quick Step | 200   | 40    | 10    | 250   |
| 2.º           | Mads Pedersen            | Trek-Segafredo        | 150   | 25    | -     | 175   |
| 3.º           | Mike Teunissen           | Jumbo-Visma           | 125   | -     | -     | 125   |
| 4.º           | Nick van der Lijke       | Riwal                 | 100   | 5     | -     | 105   |
| 5.º           | Tosh Van Der Sande       | Lotto Soudal          | 85    | 10    | -     | 95    |
| 6.º           | Søren Kragh Andersen     | DSM                   | 70    | 10    | -     | 80    |
| 7.º           | Anthon Charmig           | Um-X                  | 60    | -     | -     | 60    |
| 8.º           | Mattias Skjelmose Jensen | Trek-Segafredo        | 50    | -     | -     | 50    |
| 9.º           | Julien Bernard           | Trek-Segafredo        | 40    | -     | -     | 40    |
| 10.º          | Dylan Groenewegen        | Jumbo-Visma           | 5     | 25    | 10    | 40    |